# Beranuy
Beranuy (bis 2010 Veracruz, katalanisch und aragonesisch Beranui) ist eine Gemeinde in der Provinz Huesca der Autonomen Gemeinschaft Aragonien in Spanien. Sie liegt in der überwiegend katalanischsprachigen Franja de Aragón im Tal des Isábena in der Comarca Ribagorza.

## Geschichte

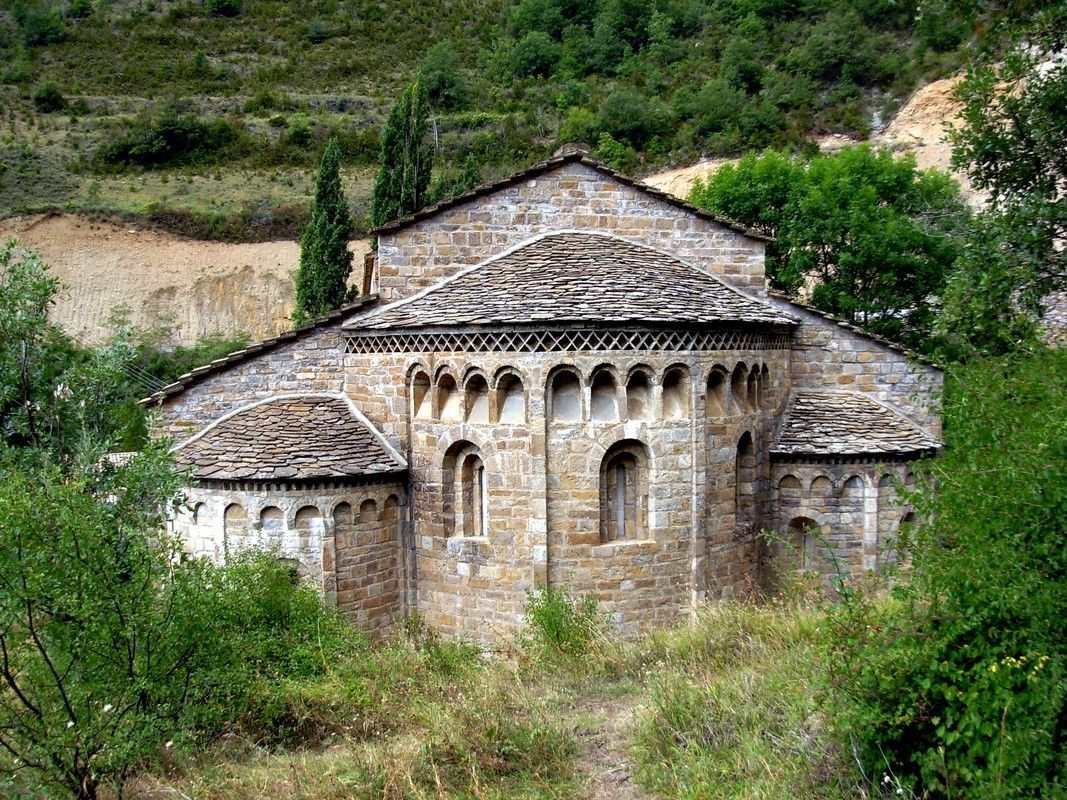
Kloster Santa María de Obarra

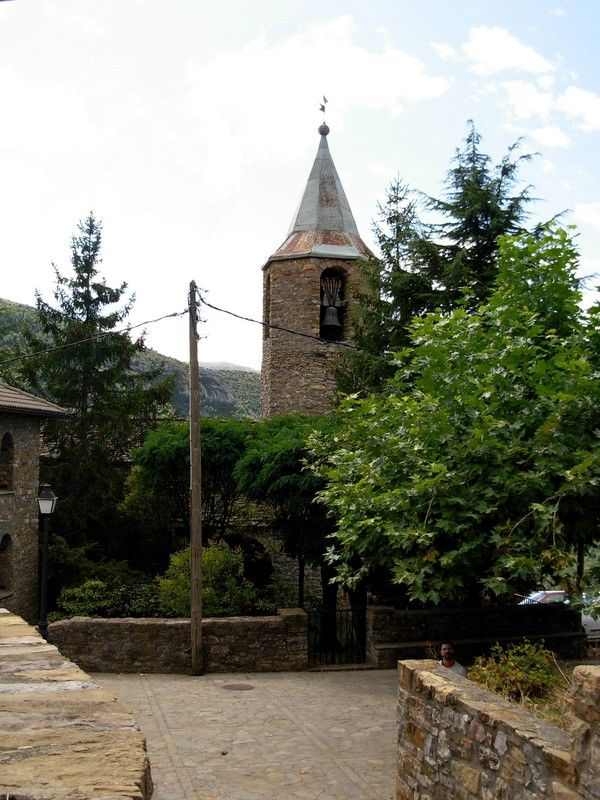
Pfarrkirche San Andrés in Calvera

Die Gemeinde wurde 1966 unter dem Namen Veracruz aus den früheren Gemeinden Beranuy und Calvera gebildet. Sie umfasst folgende Ortschaften:
- Ballabriga
- Beranuy
- Biascas de Obarra
- Calvera
- Las Herrerías de Calvera
- Morens
- Pardinella
- Raluy

## Bevölkerungsentwicklung
| 1991 | 1996 | 2001 | 2004 |
| ---- | ---- | ---- | ---- |
| 121  | 116  | 111  | 105  |

## Sehenswürdigkeiten
- Romanischer Glockenturm der Pfarrkirche Asunción in Beranuy aus dem 12. Jahrhundert
- Romanisches Kloster Santa María de Obarra mit der Klosterkirche Santa María aus dem 11. Jahrhundert und der Kapelle (Ermita) San Pablo aus dem 12. Jahrhundert in Calvera
- Pfarrkirche San Andrés in Calvera aus dem 11. Jahrhundert
- Ermita Santa María in Calvera (in Richtung Las Tozas) aus dem 12. Jahrhundert
- Ruinen der Ermita San Valero in Calvera aus dem 11. Jahrhundert
- Pfarrkirche San Clemente in Raluy aus dem 11. Jahrhundert